# Stefan Abadžiev
Stefan Abadžiev (Sofia, 3 luglio 1934 – Sofia, 13 marzo 2024) è stato un calciatore bulgaro, di ruolo attaccante.

## Carriera

### Club
Giocò nella prima divisione bulgara.

### Nazionale
Con la nazionale bulgara prese parte ai Mondiali 1966.

## Palmarès

### Club

#### Competizioni nazionali
- Coppa di Bulgaria: 3

Slavia Sofia: 1963, 1964, 1966